# Belle Prairie City
Belle Prairie City est une petite ville du comté de Hamilton, dans l'Illinois, aux États-Unis. Elle est incorporée le 30 mars 1869.

## Démographie
Lors du recensement de 2010, la ville comptait une population de 54 habitants. Elle est estimée, en 2016, à 52 habitants.

## Source de la traduction
- (en) Cet article est partiellement ou en totalité issu de l’article de Wikipédia en anglais intitulé « Belle Prairie City, Illinois » (voir la liste des auteurs).